# Rollstuhlkarate

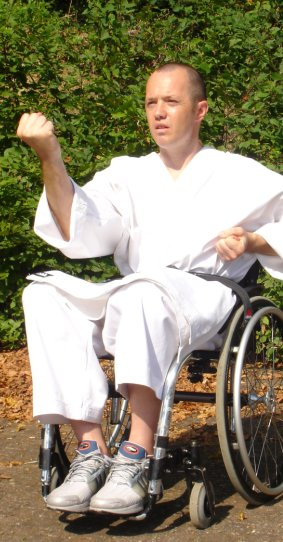
Rollstuhlkarate

Rollstuhl-Karate ist eine Adaption des Karate für Rollstuhlfahrer.
Entwickelt wurde das Rollstuhl-Karate von Sensei Tetsuhiko Asai in Japan. Ziel war es, japanische Rollstuhlfahrer mehr in die Gesellschaft zu integrieren. Hintergrund ist ein nach wie vor problematischer Umgang mit Behinderten innerhalb der japanischen Gesellschaft. 
Weiterhin sollte auch für Menschen mit Behinderung die Möglichkeit geschaffen werden, Karate zu trainieren, sich dadurch gesund und fit zu halten oder sich durch das physiologische Training und die positive Wirkung eines sozialen Umfeldes wie das eines Vereins einen gewissen Grad an Lebensqualität zu erhalten oder wiederzuerlangen. Die Möglichkeiten Rollstuhl-Karate auszuüben hängen natürlich von Art und Grad der Behinderung ab.
Weitergeführt und ausgebaut wird das Training in Deutschland derzeit von Sensei Tadashi Ishikawa.
Im Training werden Kihon (Grundlagentechniken), speziell für das Rollstuhlkarate entwickelte Kata (festgelegte Bewegungsabläufe), Kumite (Partnerübungen) sowie Selbstverteidigung geübt. Die Trainingsgruppen bestehen oftmals aus Rollstuhlfahrern mit verschiedensten Behinderungsgraden und -ursachen und nichtbehinderten Karateka.
Rollstuhl-Karate-Vereine gibt es in Berlin, Erfurt, Köln und Leipzig. Weiterbildungen und Lehrgänge werden regelmäßig vom Verein Rollstuhl-Karate Deutschland e. V. organisiert und angeboten.
In Köln hat die VD-Kampfkunst Akademie einen eigenen Karate-Stil für Rollstuhlfahrer aus dem Shotokan abgeleitet. Hierbei werden die Heian Kata im Sitzen geübt. Diese Form ist für den Sitzenden besonders schön zu lernen, denn er ist in den Ablauf der Stunde voll integriert und muss keine eigene Kata lernen. Für den Ablauf des Trainings und auch für den Trainer ist diese Methode am einfachsten umzusetzen. 

## Kata
- Shorin Dai (初輪大)
- Nirin Dai (二輪大)
- Sanrin Dai (三輪大)
- Sanrin Sho (三輪小)
- Yonrin Dai (四輪大)
- Gorin Dai (五輪大)
- Shorin Sho (初輪小)
- Nirin Sho (二輪小)
- Yonrin Sho (四輪小)
- Gorin Sho (五輪小)